# اس/۲۰۰۳ جی ۳
اس/۲۰۰۳ جی ۳ (به انگلیسی: S/2003 J 3) از قمرهای طبیعی مشتری است. این قمر به وسیله تیمی از منجمان دانشگاه هاوایی به سرپرستی اسکات اس.شپرد در سال ۲۰۰۳ میلادی کشف شد.
قطر این قمر حدود دو کیلومتر است و با فاصله متوسط ۱۹٬۶۲۲ مگامتر در ۵۶۱٫۵۱۸ روز، با حرکت مخالف گرد یک بار به دور مشتری می‌چرخد. انحراف آن ۱۴۶ درجه نسبت به دائرةالبروج(۱۴۶ درجه نسبت به استوای مشتری) و خروج از مرکز مدار آن ۰٫۲۵۰۷ است.
این قمر به گروه اننکه تعلق دارد که قمرهای نامنظمی دارد که با حرکت مخالف گرد و فاصله بین ۱۹٫۳ و ۲۲٫۷ گیگا متر و انحراف تقریباً ۱۵۰درجه بدور مشتری می‌چرخند.